# 629 v. Chr.
Portal Geschichte | Portal Biografien | Aktuelle Ereignisse | Jahreskalender | Tagesartikel

◄ |
8. Jahrhundert v. Chr. |
7. Jahrhundert v. Chr. |
6. Jahrhundert v. Chr. |
►

◄ | 640er v. Chr. | 630er v. Chr. | 620er v. Chr. | 610er v. Chr. |
600er v. Chr. |
►

◄◄ | ◄ | 632 v. Chr. | 631 v. Chr. | 630 v. Chr. | 629 v. Chr. |
628 v. Chr. |
627 v. Chr. |
626 v. Chr. |
► |
►►

## Ereignisse

### Wissenschaft und Technik
- 19. Regierungsjahr (629–628 v. Chr.) des babylonischen Königs Kandalanu:
  - Ausrufung des Schaltmonats Ululu II, der am 23. September beginnt[1][2]
  - Im babylonischen Kalender fällt der babylonische Neujahrsanfang des 1. Nisannu auf den 1.–2. April[1]; der Vollmond im Nisannu auf den 13.–14. April[1][3]